# 栗野岳温泉
栗野岳温泉（くりのだけおんせん）は、鹿児島県姶良郡湧水町木場にある温泉である。広義の霧島温泉郷を構成する温泉の一つ。

## 泉質
源泉は3種類ある。
- 竹の湯
  - 泉質 - 酸性・含鉄（II、III）-アンモニア-硫酸塩泉（明礬緑礬泉）
  - 強酸性の白濁した湯である。浴槽底には白い湯泥が貯まっている。強酸性のため加水している。
- 桜湯
  - 酸性単純硫黄泉
  - わずかに白濁した湯。弱酸性。源泉温度が高いため加水している。
- 蒸し湯
  - 泉質 - 酸性単純硫黄泉（ラジウム含有）
  - 90℃の源泉を利用した蒸し風呂。

## 温泉地
一軒宿の「南洲館」が存在するが、2021年12月から休館中。湯治部および旅館部に分かれ、日帰り入浴可能だった。
宿の裏手には飲泉専用の「ラムネ湯」や、温泉地獄である「八幡大地獄」がある。

## 歴史
元禄、宝永年間頃から湯治場として利用されていた。
西郷隆盛も湯治に訪れていたと言われ、旅館名はそこから来ている。

## 交通
- 車 - 九州自動車道栗野ICから県道103号経由で約20分
- 列車 - JR肥薩線栗野駅から湧水ふるさとバスまたはタクシーで15-6分